# Trivia
Nella mitologia romana Trivia era un appellativo delle dee Diana, Ecate e Luna.
L'epiteto viene indicato da Nigidio Figulo come appellativo della sola personificazione lunare di Diana. Altre interpretazioni attribuiscono invece al nome Trivia la definizione della triplice natura della medesima divinità, rappresentata in cielo come Luna, in terra come Diana e agli inferi come Proserpina o Ecate. Un'ultima lettura, ritenuta però controversa, vuole infine l'identificazione con la ninfa Marica.

## Culto
Un'iscrizione dedicata a Trivia si troverebbe nel santuario di Marica a Minturno, ma l'interpretazione della parola è controversa.
Un bosco sacro a Trivia sorgeva secondo il libro VI dell'Eneide a Cuma. A Diana Trivia era inoltre dedicato il tempio di Diana Nemorensis presso l'odierna Nemi. Un tempio di Trivia è segnalato sul luogo dove oggi sorge la chiesa di Santa Maria del Tricalle, a Chieti; del tempio, però, non vi sono attestazioni di epoca romana.
Secondo la Storia dell'Antico, e Nuovo Testamento di Augustin Calmet un tempio consacrato a Trivia sarebbe sorto inoltre alle porte di Gerusalemme.

## Citazioni dell'appellativo in letteratura
Nella letteratura latina l'appellativo è citato da Virgilio e Ovidio. Il primo lo menziona tre volte nell'Eneide: in un'occasione nel già citato libro VI e in due nel VII. In tutti e tre i casi l'appellativo si riferisce a Diana, nel primo facendo riferimento a un bosco sacro a essa dedicato. Il secondo lo cita invece nel libro II delle Metamorfosi, anche in questo caso indicando con questo nome Diana. Un ulteriore riferimento che invece coniuga Diana e Luna si deve a Catullo, che riporta l'epiteto nel Carme 34.
Nella Divina Commedia Dante Alighieri usa invece la parola come sinonimo di luna nel canto XXIII del Paradiso. Con il medesimo significato, nella sua edizione annotata della Gerusalemme liberata di Torquato Tasso, la cita Camillo Arborio Mella, che la segnala con Febe e Latona come una delle «appellazioni date spesso da' poeti greci e latini all'argenteo satellite del nostro pianeta».

## Origine del nome
Marco Terenzio Varrone, in De lingua Latina, attribuisce l'origine dell'epiteto all'abitudine di collocare le raffigurazioni di Diana nei trivi, in luoghi per altro isolati e dunque meglio illuminati dalla luna.